# Tubulanus ezoensis
Tubulanus ezoensis är en djurart som tillhör fylumet slemmaskar, och som beskrevs av Yuichi Yamaoka 1940. Tubulanus ezoensis ingår i släktet Tubulanus och familjen Tubulanidae. Inga underarter finns listade i Catalogue of Life.